# Konwergencja (językoznawstwo)
Konwergencja - międzyjęzykowa relacja semantyczna występująca w słownikach dwujęzycznych oraz w procesie tłumaczenia tekstów na inny język.
Kilku (przynajmniej dwóm) leksemom w języku wyjściowym odpowiada jeden leksem w języku docelowym. Przykłady z języka polskiego i niemieckiego: znaczeniu dwóch polskich leksemów/wyrażeń: żenić się (o mężczyznach) i wychodzić za mąż (o kobietach) odpowiada w języku niemieckim jeden  leksem: heiraten. Natomiast w wypadku języka niemieckiego jako języka wyjściowego leksemom passieren i geschehen odpowiada w języku polskim jeden leksem: zdarzyć się. 
Konwergencja traktowana jako jeden z typów ekwiwalencji semantycznej nie stanowi problemu przy tłumaczeniu z języka polskiego na inny język, przy wyszukiwaniu ekwiwalentów w słowniku dwujęzycznym z językiem polskim jako językiem wyjściowym oraz przy tworzeniu tekstów obcojęzycznych przez polskich native speakerów. Może natomiast stanowić problem dla użytkowników języka docelowego. Dwujęzyczny słownik pasywny z językiem obcym jako językiem wyjściowym powinien zawierać jak najwięcej informacji o użyciu wyrazów hasłowych.